# Новосиљ
Новосиљ (рус. Новосиль) град је у Русији у Орелској области.

## Географија

### Клима
Новосиљ је у подручју умерене континенталне климе (Кепенова класификација климе - Dfb) с топлим, донекле влажним летима и умерено хладним зимама.

## Становништво
| 1939. | 1959. | 1970. | 1979. | 1989. | 2002. | 2010. | 2018. |
| ----- | ----- | ----- | ----- | ----- | ----- | ----- | ----- |
| 3.300 | 2.439 | 3.003 | 3.194 | 4.198 | 4.017 | 3.658 | 3.175 |